# Shelley Rhead
Shelley Rhead (Moose Jaw, 16 februari 1965) is een schaatsster uit Canada. Ze vertegenwoordigde haar vaderland op de Olympische Winterspelen 1988 in Calgary en op de Olympische Winterspelen 1992 in Albertville.

## Resultaten

### Olympische Spelen
| Jaar | Plaats      | Resultaten                   |
| ---- | ----------- | ---------------------------- |
| 1988 | Calgary     | 6e 500 meter 14e 1000 meter  |
| 1992 | Albertville | 18e 500 meter 25e 1000 meter |

### Wereldkampioenschappen
| Jaar                      | Plaats                 | Resultaten             |
| ------------------------- | ---------------------- | ---------------------- |
| 1985 Sprint               | Heerenveen             | 17e Sprint             |
| 1987 Sprint               | Sainte-Foy             | 19e Sprint             |
| 1988 Sprint               | West Allis             | 12e Sprint             |
| 1989 Allround 1989 Sprint | Lake Placid Heerenveen | 23e Allround 7e Sprint |
| 1990 Sprint               | Tromsø                 | 19e Sprint             |
| 1991 Sprint               | Inzell                 | 18e Sprint             |

### Wereldbeker
| Seizoen   | 500 m | 1000 m |
| --------- | ----- | ------ |
| 1985/1986 | 22e   | 18e    |
| 1986/1987 | 6e    | 9e     |
| 1987/1988 | 9e    | 17e    |
| 1988/1989 | 7e    | 14e    |
| 1989/1990 | 17e   | 17e    |
| 1990/1991 | 19e   | 23e    |
| 1991/1992 | 10e   | 11e    |

### Canadese kampioenschappen
| Seizoen | Allround | Sprint |
| ------- | -------- | ------ |
| 1992    | DNF      | Brons  |

## Persoonlijke records
| Afstand    | Tijd    | Datum            | Baan    |
| ---------- | ------- | ---------------- | ------- |
| 500 meter  | 40,36   | 13 februari 1988 | Calgary |
| 1000 meter | 1.21,84 | 13 februari 1988 | Calgary |
| 1500 meter | 2.09,39 | 29 januari 1989  | Calgary |
| 3000 meter | 4.42,28 | 28 januari 1989  | Calgary |